# Hydrothermale circulatie

Schematisch diagram van de hydrothermale circulatie onder een mid-oceanische rug.

Hydrothermale circulatie (van Grieks: ὕδωρ hudōr = water;  θέρμη thérme = warmte) is de circulatie van water onder hoge druk en temperatuur door de aardkorst. Hydrothermale circulatie vindt voornamelijk plaats bij bronnen van warmte in de korst, zoals rond plekken van vulkanische of magmatische activiteit.

## Principe
Water heeft de eigenschap van hoog naar laag te stromen. Als het de kans krijgt zal het door spleten en scheuren in gesteente (zoals bij breuken en diaklazen) naar de diepere delen van de aardkorst doordringen. In die delen van de korst heersen hogere temperaturen, waardoor het water warmer wordt en de dichtheid afneemt (het water zet uit).
De hydrostatische druk op die diepten is veel groter is dan aan het oppervlak, zodat er een drukgradiënt van onder naar boven is, die stroming volgens diffusie ten gevolge heeft. Oftewel, door het uitzetten stroomt het water weer omhoog. Deze circulatie van water vormt voor de aardkorst een belangrijke manier om warmte kwijt te raken. Overigens ligt door de hoge hydrostatische druk het kookpunt van water op die diepten ook veel hoger: het kan een temperatuur boven de 100°C hebben.
Op de plek waar het hete water weer uit de korst omhoog komt ontstaat een hydrothermale bron. Voorbeelden daarvan zijn geisers, warme bronnen of black smokers.

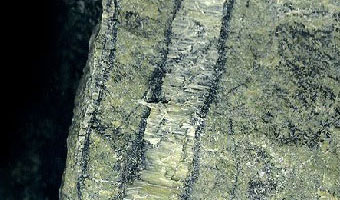
Een ader door een stuk dunitisch (alleen uit olivijn bestaand) gesteente, gevuld met de vezelige mineralen serpentiniet en chrysotiel. Beide mineralen ontstaan door een reactie van olivijn met water, en hun voorkomen wijst dan ook op de (vroegere) aanwezigheid van water in de ader. Olivijn is een mineraal dat typische is voor gesteenten in de oceaankorst.

## Voorkomen

### Hydrothermale circulatie in de oceaankorst
De hydrothermale circulatie bij mid-oceanische ruggen omvat zowel de (actieve) circulatie van heet water door spleten en scheuren in de buurt van vulkanisme, als de (passieve) circulatie van koeler water door diep mariene sedimenten en basaltlagen verder van de rug af.
In beide gevallen is het principe hetzelfde: koud zeewater met een hoge dichtheid "zinkt" in de basaltische oceaanbodem, komt in aanraking met een warmtebron in de korst, zet daardoor uit en stroomt daarom weer omhoog naar de oceaan. De plekken waar het (meestal onder druk staande) water de oceaan in spuit, worden black smokers genoemd.

### Hydrothermale circulatie onder continenten
Hydrothermale circulatie onder continenten vindt volgens dezelfde principes plaats als onder de oceaan: het water komt in aanraking met een diepe (bijvoorbeeld een granietintrusie) of ondiepere (bij vulkanisme) warmtebron en begint weer omhoog te bewegen.

### Hydrothermale circulatie in de diepere korst
In de diepere (continentale) korst vindt hydrothermale circulatie niet meer onder hydrostatische druk plaats. Ook hier geldt dat het water van warmere gesteenten naar koelere gesteenten zal stromen. Mogelijke warmtebronnen zijn:
- magmatische intrusies en magmakamers;
- warmte veroorzaakt door radioactief verval in grote graniet- of pegmatietlichamen;
- de warmtestroom uit de aardmantel

Andere processen die voor stroming van water zorgen in de diepere korst zijn:
- verschillen in stijghoogte onder gebergten;
- het vrijkomen van water bij metamorfe reacties (gesteente wordt bij metamorfose als het ware "opgebakken", waardoor het steeds "droger" wordt van samenstelling);
- het compacteren van waterhoudende sedimenten of sedimentaire gesteenten.

## Water in metamorfe reacties

### Rol van water in retrograde reacties
Water kan een belangrijke rol spelen bij retrograde metamorfe reacties in gesteenten. Als een gesteente geen water bevat kan zo’n reactie vaak niet plaatsvinden waardoor de originele mineraalassemblage van het gesteente bewaard blijft.
Hydrothermale circulatie in de oceaankorst zorgt bijvoorbeeld dat veel mafische en ultramafische gesteenten metamorfe reacties ondergaan in de groenschist-facies, zoals serpentinisatie van olivijn. Dit heeft invloed op de dichtheid van de korst (en daardoor op de platentektoniek), omdat serpentiniet een lagere dichtheid heeft dan olivijn.

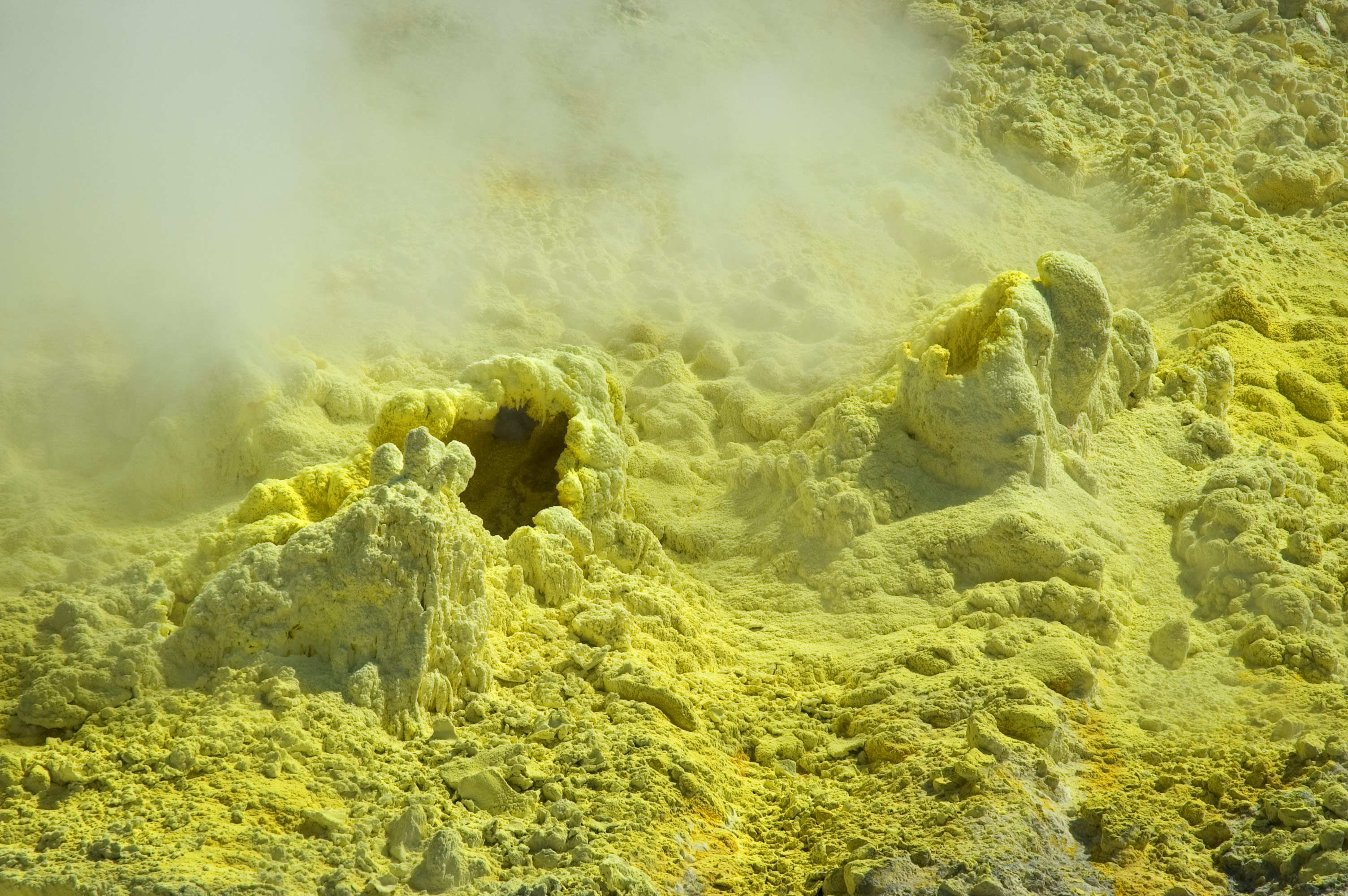
Zwavelafzetting bij een fumarole op White Island, Nieuw-Zeeland. Een fumarole is een hydrothermale bron, een plek waar hydrothermaal water aan de oppervlakte komt. De opgeloste mineralen, in dit geval zwavel, slaan direct neer door het drukverschil als het water vrijkomt.

### Metasomatisme
Onder hoge druk kan water ook als oplosmiddel dienen voor allerlei metalen en mineralen. Als een gesteente poreus genoeg is kan water een bepaald mineraal of element geheel uit gesteente verwijderen, men noemt dit proces metasomatisme.

### Hydrofractie en ertsafzettingen
Onder hoge druk staand water kan een grote rol spelen bij het ontstaan van breuken in gesteenten. Aanwezigheid van water zorgt voor een verlaging van de sterkte van het gesteente.
Het water zal in de breuken die in het gesteente ontstaan trekken en door de verlaging van de druk die daarmee gepaard gaat, zullen opgeloste mineralen neerslaan. Dit is de manier waarop aders gevormd worden. In de buurt van granitische instrusies zal het water veel van de zeldzame metalen die zich in granieten bevinden hebben opgenomen. Dergelijke aders zijn daarom vaak vindplaatsen van zeldzame metalen als zilver, tin, koper, goud of uranium.